# Antimoniure de gallium
L’antimoniure de gallium est un composé chimique de formule brute GaSb. Il s'agit d'un semiconducteur III-V diamagnétique dont le paramètre de maille vaut 609,593 pm et la largeur de bande interdite environ 0,726 eV, ce qui en fait un matériau privilégié pour la réalisation de photodétecteurs infrarouges, de diodes électroluminescentes infrarouges, voire de cellules thermophotovoltaïques.